# Likkrit
Кирилл Константинович Малофеев (4 октября 1995, Москва, Россия) — российский киберспортсмен по игре League of Legends, более известный под никнеймом Likkrit. Двукратный чемпион LCL в составе команд Hard Random и Albus NoX Luna. Сын российского миллиардера Константина Малофеева.

## Образование
В 2013 году окончил православную гимназию Василия Великого в Зайцево (Московская область). По его собственным словам он учился в МГУ (на менеджера) и ВАВТе, но отношения с учёбой не сложились.

## Профессиональная карьера
На про-сцене с 2014 года. Основная роль — игрок поддержки (саппорт). Играл в составе команд Dragon, Virtus.pro (2014), затем Hard Random (2015), в составе которой он выиграл весенний сплит LCL 2016. В мае 2016 года Hard Random перешли под тег Albus NoX Luna. Под новым тегом команда выиграла Летний сплит LCL 2016, благодаря чему попала на квалификации на чемпионат мира, IWCQ 2016. Ликкриту вместе с командой удалось пройти квалификации и попасть на чемпионат мира по Лиге Легенд 2016 (Чикаго, США), где они заняли 5—8 место, проиграв в 1/4 финала. В январе 2017 года вместе с основным составом перешёл в организацию M19. В ноябре 2017 года сообщил, что его контракт с M19 окончен.
В апреле 2019 года Кирилл стал совладельцем киберспортивной организации CrowCrowd, имеющей составы по PUBG, Warface и Apex Legends. Также Кирилл занял должность стратегического директора. В апреле 2022 года он покинул организацию в связи с наложенными на него санкциями США.

## Скандалы
В мае 2017 Ликкрит получил дисциплинарное взыскание за «агрессивное поведение» и был отстранён от участия в трёх матчах летнего сплита Континентальной Лиги.
В июле 2017 года Ликкрит отказался пожимать руку игрокам команды RoX после своего поражения, за что на следующий день чемпионата принес публичные извинения.
В ноябре 2017 года Кирилл на стриме рассказал о проблемах профессиональной сцены League of Legends в СНГ-регионе, в том числе вопрос падения уровня зарплат и уход киберспортивных организаций из дисциплины. После этого Riot Games забанили игрока на всех турнирах по LoL на полгода (наказание вступило в силу с 18 декабря 2017 года). В ответ на это игрок заявил о завершении киберспортивной карьеры.
В апреле 2022 года Ликкрита забанили на Twitch. Причиной стало включение Likkrit в чёрный список Министерства финансов США. Стример попал под санкции как сын бизнесмена.

## Кирилл Малофеев против Twitch
В апреле 2022 года из-за санкций США против отца Кирилла, Константина Малофеева, под которые попал и сам Кирилл, стриминговый сервис Twitch заблокировал аккаунт киберспортсмена В июне Кирилл Константинович подал в арбитражный суд на Twitch и его материнскую компанию Amazon с требованием восстановить аккаунт и выплатить компенсацию 100 тысяч рублей, однако в возбуждении дела было отказано. В октябре был подан повторный иск. В ноябре арбитражный суд Москвы арестовал имущество Amazon и Twitch на 3 миллиарда рублей в качестве обеспечительной меры. В случае неисполнения требований суда киберспортсмен просит взыскать с Twitch и Amazon неустойку в размере 100 000 рублей за каждый день после вынесения решения,  начиная с третьего дня. При этом каждую неделю (начиная со второй недели) сумма ежедневной неустойки должна увеличиваться вдвое. Аналогичное по форме решение суд ранее вынес по иску Константина Малофеева к YouTube из-за блокировки Царьград ТВ.

## Семья
- Мать — Вильтер, Ирина Михайловна (род. 17 декабря 1972), адвокат в юридической фирме «Монастырский, Зюба, Степанов и партнёры».
- Отец — Малофеев, Константин Валерьевич — российский управленец и предприниматель, председатель совета директоров группы компаний «Царьград», бывший заместитель Главы Всемирного русского народного собора.

## Санкции
20 апреля 2022 года, на фоне вторжения России на Украину, США ввели санкции в отношении Кирилла Малофеева, а также связанными с ним компаниями, которые, по данным США, занимаются операциями с криптовалютами. 20 сентября 2022 года был включен в санкционный список Канады.

## Достижения
| Место | Турнир                                   | Команда        |
| ----- | ---------------------------------------- | -------------- |
| 1     | Весенний сплит LCL 2016                  | Hard Random    |
| 1     | Летний сплит LCL 2016                    | Albus NoX Luna |
| 5—8   | Чемпионат мира по League of Legends 2016 | Albus NoX Luna |
| 1     | LCL Open Cup 2017                        | Albus NoX Luna |
| 7—8   | IEM World Championship XI                | M19            |
| 3—4   | Весенний сплит LCL 2017                  | M19            |
| 2     | Rift Rivals 2017 LCL-TCL                 | M19            |
| 2     | Летний сплит LCL 2017                    | M19            |